# Schäffler Bräu

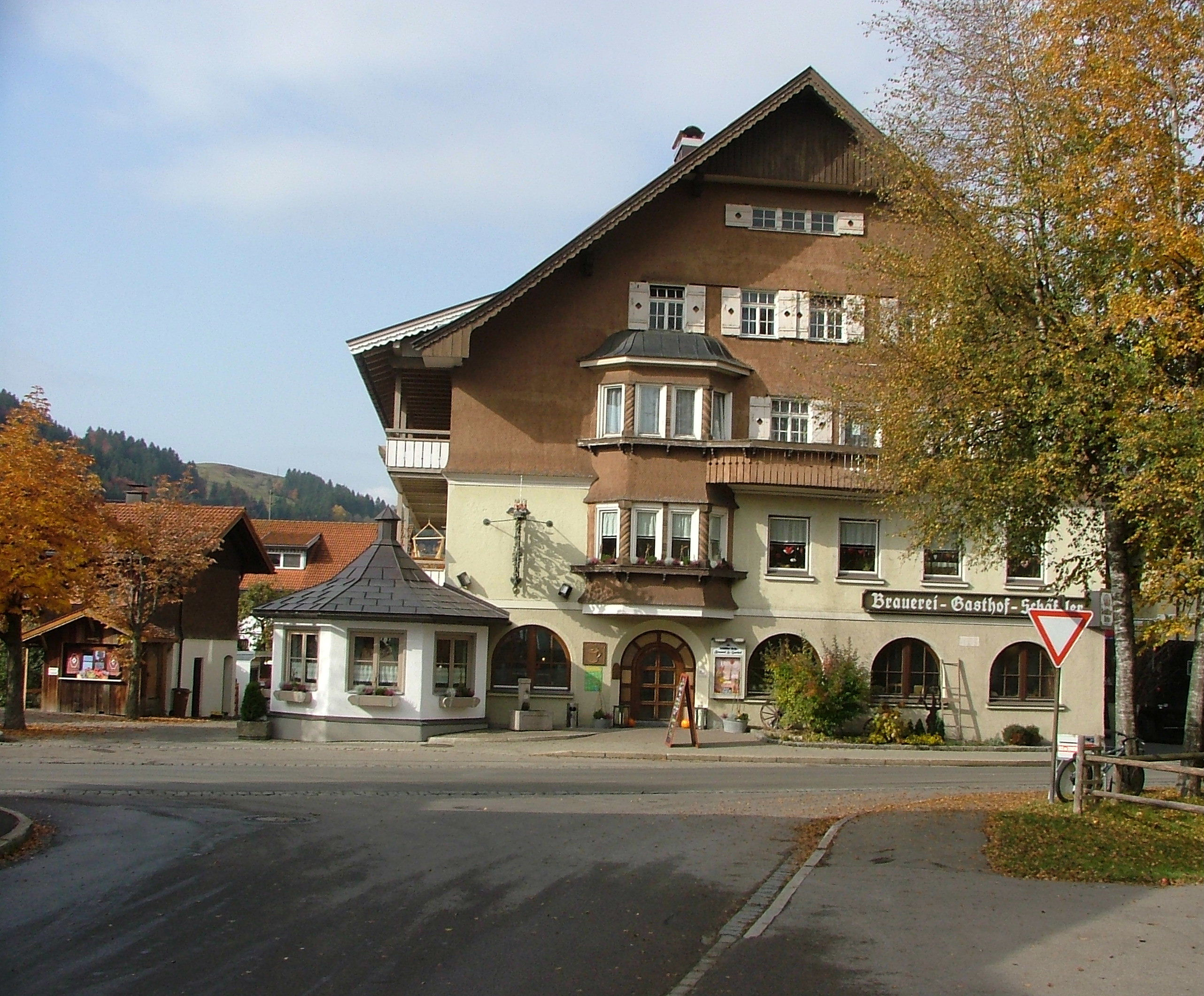
Brauereigasthof Schäffler in Missen

Der Schäffler Bräu ist eine 1868 gegründete Bierbrauerei mit angeschlossenem Gasthof in Missen, einem Ortsteil der Gemeinde Missen-Wilhams. Sie ist bereits in der fünften und sechsten Generation im Familienbesitz und wird heute von Hanspeter und Sebastian Graßl geführt.

## Unternehmen
Die Brauerei liegt im Allgäu zwischen Immenstadt und Isny im sogenannten „Bergstätt Gebiet“ und wird in der Rechtsform einer Kommanditgesellschaft geführt. Beliefert mit den Bierspezialitäten werden neben dem Brauereigasthof auch Getränkemärkte, Gaststätten sowie Privathaushalte.

### Geschichte
Bereits 1468 wurde das Gasthaus erstmals als Tafernwirtschaft und Junkerbehausung erwähnt. 1871 ging das traditionsreiche Missener Gasthaus mit realer Bäcker-, Branntweinbrenner, Metzger- und Tavernengehehmigung samt Stall, Stadel, Waschküche, Schlachtlokal einschließlich der 1868 hinzugebauten Brauerei in den Besitz von Johann Baptist Schäffler über. Sein Sohn Franz Anton Schäffler übernahm 1900 die Brauerei. Die steigende Bierproduktion machte den Bau zweier neuer Lagerkeller erforderlich, ebenso den Ausbau von Sud- und Kühlhaus.
1913 wurde der Brauereigasthof durch einen Großbrand vernichtet und bereits 1914 wieder aufgebaut. 1929 entstand eine neue Wasserreserve in Missen-Wiederhofen. Dieses weiche Quellwasser trägt zur Qualität der Bierspezialitäten bei.
Durch den Verlust der Söhne Luitpold und Karl im Zweiten Weltkrieg war für den Betrieb die junge Nachfolgegeneration verloren. Von 1946 bis 1948 musste die Brauerei stillgelegt werden. Im Januar 1949 kam der Braumeister Hannes Graßl nach Missen und heiratete die Enkelin von Franz Anton Schäffler, Edeltraut Höltl.
Bis 1958 leitete Luise Schäffler, Tochter von Franz Anton Schäffler, mit Unterstützung der Eheleute Graßl die Brauerei. Von 1958 bis 1984 leiteten Hannes und Edeltraut Graßl die Brauerei.
Aus Anlass des 100- bzw. 500-jährigen Jubiläums der Brauerei bzw. des Gasthofes in Missen 1968 wurde der „Schäffler-Saal“ gebaut. 1978 trat der Sohn Hanspeter Graßl verantwortlich mit in den Betrieb ein. 1982 wurde das Sudhaus erneuert.
1984 übergab Hannes Graßl endgültig die Leitung der Brauerei an seinen Sohn. Mit der Unterstützung seiner Frau Claudia und seines Bruders, Braumeister Dieter Graßl, führt er seitdem das Unternehmen.

### Minibrauerei
Im Gastraum des Brauereigasthofes steht die, vom Braumeister Dieter Graßl geplante und gebaute, 1996 ins Guinness-Buch der Rekorde eingetragene, kleinste mobile Brauereianlage der Welt. 2,60 Meter lang und rund 500 Kilogramm schwer ist diese Mini-Brauanlage auf Rollen. Einmal im Monat wird sie in Betrieb genommen. Dann kann der Besucher in der Wirtsstube miterleben, wie in der Mini-Brauerei ein Sud Bier mit einer Ausschlagmenge von 50 Litern produziert wird.

### Brauereigasthof
Der traditionsreiche Brauereigasthof besteht bereits seit 1468 und ist damit beinahe so alt wie der Ort Missen selbst. Der Graf forderte schon im Jahr 1482 die Einnahmen jeder 13. Maß als Steuer. Die einträgliche „Taverne“ sorgte immer wieder für Streit unter den Grafen des Missener Hochtales.

## Produkte

### Biersorten
Untergärige Biere
- Premium Gold – Exportbier
- Allgäuer Hell
- Hausbier (halbdunkel)
- Premium Pils
- Zwickl, naturtrüb
- Winterzauber – Märzenbier

Obergärige Biere
- Hefe-Weißbier
- Dunkle Weiße
- Weißer Bock – saisonal eingebraut
- Dunkler Bock – saisonal eingebraut
- Leichte Weiße
- Alkoholfreie Weiße
- Holderweiße alkoholfrei
- Franz Anton Schäffler Triple – Bierspezialität mit Spezialhefe aus einem belgischen Trappistenkloster

Biermischgetränke
- Zwickl-Radler

### Bierbrände
Seit dem Jahr 2000 hat die Brauerei Schäffler als eine von wenigen Brauereien Deutschlands ein gewerbliches Brennrecht. Zum Brennen darf nur Bier verwendet werden. Das Malz, die Aromastoffe des Hopfens und die Bierhefe beeinflussen den Geschmack eines Bierbrandes. Gebrannt werden Bierbrand und Bockbierbrand, der mindestens sechs Monate im Eichenfass lagert. Unter der Verwendung der Würze der Dunklen Weiße wird außerdem ein Bierlikör hergestellt.

## Auszeichnungen
- Goldene Bieridee 2004[1]
- DLG Gold 2008 für Premium Gold und Zwickl

## Sonstiges
Die Brauerei ist Mitglied im Brauring, einer Kooperationsgesellschaft privater Brauereien aus Deutschland, Österreich und der Schweiz.